# Copa Constitució 2006-2007
La Copa Constitució 2000-2001 è stata la 15ª edizione della Coppa di Andorra di calcio, disputato tra il 21 gennaio ed il 19 maggio 2007. Il FC Santa Coloma ha vinto il trofeo per la settima volta.

## Primo turno
Gli incontri si disputarono il 21 gennaio 2007.
| Squadra 1         | Risultato | Squadra 2                 |
| ----------------- | --------- | ------------------------- |
| UE Extremenya     | 4 - 2     | Sporting Club d'Escaldes  |
| FC Santa Coloma B | 4 - 2     | FC Rànger's B             |
| FC Lusitanos B    | 0 - 3     | UE Engordany              |
| CE Principat B    | 1 - 2     | Casa Estrella del Benfica |

## Secondo turno
Gli incontri si disputarono il 28 gennaio 2007.
| Squadra 1                 | Risultato | Squadra 2               |
| ------------------------- | --------- | ----------------------- |
| UE Extremenya             | 2 - 4     | Inter Club d'Escaldes   |
| FC Santa Coloma B         | 2 - 4     | CE Principat            |
| UE Engordany              | 1 - 3     | FC Encamp               |
| Casa Estrella del Benfica | 2 - 4     | Atlètic Club d'Escaldes |

## Quarti di finale
Gli incontri si disputarono il 4 febbraio 2007.
| Squadra 1               | Risultato | Squadra 2       |
| ----------------------- | --------- | --------------- |
| Inter Club d'Escaldes   | 0 - 4     | FC Rànger's     |
| CE Principat            | 1 - 3     | UE Sant Julià   |
| FC Encamp               | 6 - 7     | FC Lusitanos    |
| Atlètic Club d'Escaldes | 0 - 3     | FC Santa Coloma |

## Semifinale
Gli incontri si disputarono il 13 maggio 2007.
| Squadra 1    | Risultato | Squadra 2       |
| ------------ | --------- | --------------- |
| FC Rànger's  | 1 - 3     | UE Sant Julià   |
| FC Lusitanos | 2 - 3 dts | FC Santa Coloma |

## Finale
La finale si giocò il 19 maggio 2007. Il FC Santa Coloma vinse 4-2 ai tiri di rigore dopo che l'incontro terminò 2-2 dopo i templi supplementari.
| Aixovall 19 maggio 2007 | UE Sant Julià | 2 – 4 | FC Santa Coloma | Estadi Comunal d'Aixovall |